# آفزنی
آفزنی (به لاتین: Afsnee) یک منطقهٔ مسکونی در بلژیک است که در خنت واقع شده‌است. آفزنی ۳٫۹۵ کیلومتر مربع مساحت و ۱٬۴۴۶ نفر جمعیت دارد.